# 萊瑟谷
萊瑟谷（Lethe Vallis）是位於火星埃律西昂区的一處谷地，中心座標4° North, 206.5° W。該谷地長225公里，以美國阿拉斯加州卡特邁國家公園和自然保護區萬煙谷內的莱瑟河命名。  

## 概要
萊瑟谷起源自西埃律希昂盆地東南緣。該盆地可能曾經是一個直徑500公里的湖泊，水源來自阿薩巴斯卡谷。萊瑟谷可能在數日或數週內因河水侵蝕形成，並且河水流失的模式與密西西比河類似。過去部份研究者認為萊瑟谷是因為熔岩流而形成，但熔岩無法在坡度平緩的地方長距離流動 。